# 富强街道 (大庆市)
富强街道，是中华人民共和国黑龙江省大庆市萨尔图区下辖的一个乡镇级行政单位。

## 行政区划
富强街道下辖以下地区：
富强社区、丁香园社区和中林社区。